# Zhu Chenjie
Zhu Chenjie (en chinois : 朱辰杰 ; pinyin : Zhū Chénjié), né le 23 août 2000 à Shanghai en Chine, est un footballeur international chinois. Il évolue au poste de défenseur central au Shanghai Shenhua.

## Biographie

### Shanghai Shenhua
Natif de Shanghai en Chine, Zhu Chenjie débute en professionnel avec le club de sa ville natale, le Shanghai Shenhua. Il fait sa première apparition avec l'équipe première le 22 juillet 2018, lors d'une rencontre de première division chinoise face au Henan Jianye FC. Il est titulaire lors de cette partie qui se solde par un match nul de deux partout. Avec cette apparition il devient le plus jeune joueur à disputer un match pour le Shanghai Shenhua, à 17 ans et 333 jours. Le 30 septembre 2018 il inscrit son premier but en professionnel lors d'une rencontre de championnat face à Guangzhou R&F. Son équipe s'impose par trois buts à un. Avec cette réalisation il devient le plus jeune buteur de l'histoire du Shanghai Shenhua à 18 ans et 38 jours, et le premier joueur né en 2000 à marquer un but dans le championnat chinois.

### Carrière internationale
Le 7 juin 2019 Zhu Chenjie honore sa première sélection avec l'équipe nationale de Chine lors d'un match amical face aux Philippines. La Chine s'impose sur le score de deux buts à zéro ce jour-là.
Il marque son premier but en sélection le 24 mars 2022, face à l'Arabie saoudite. Titulaire ce jour-là, il marque le but égalisateur sur penalty (1-1 score final).